# Butterick's

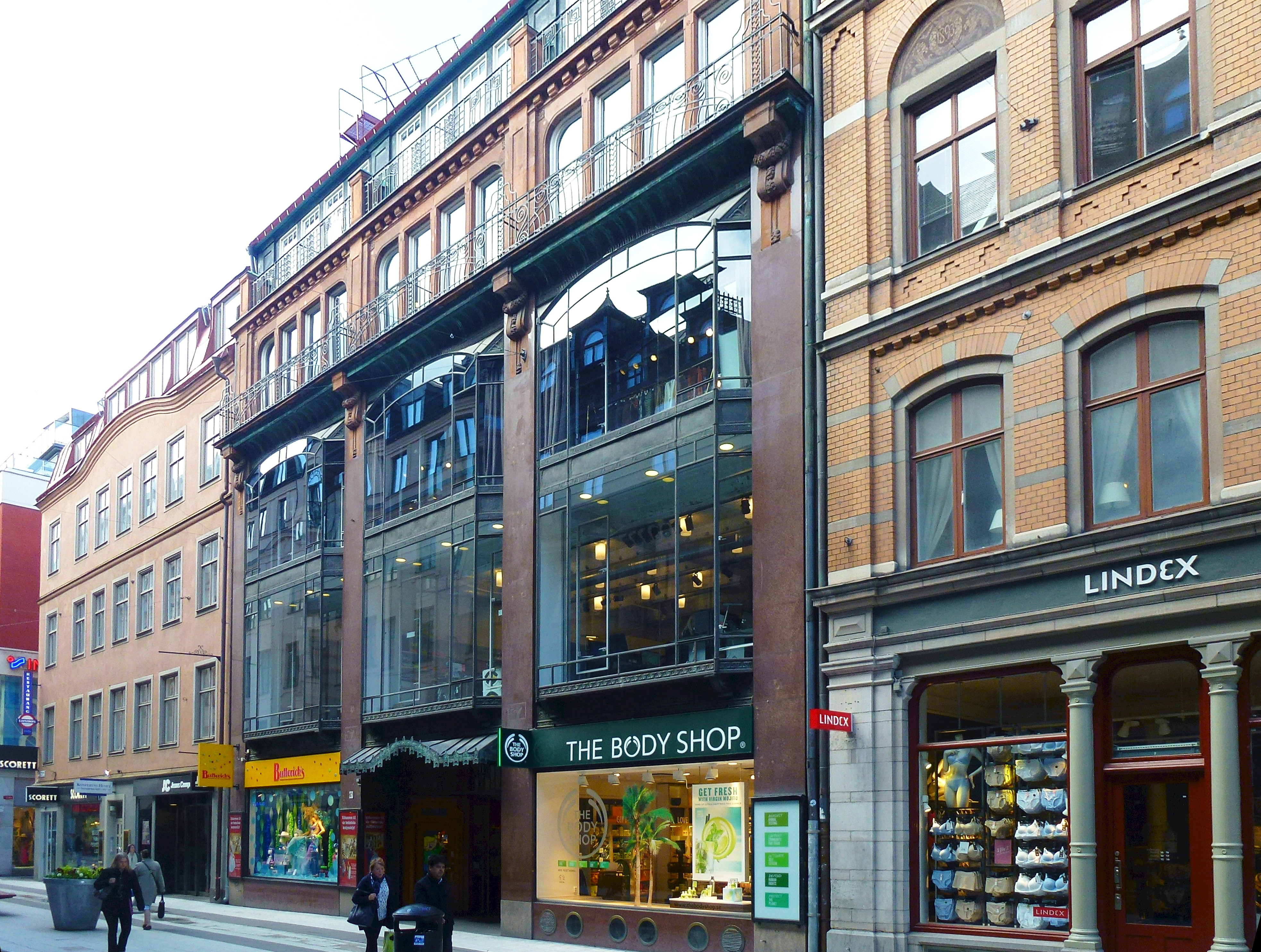
Butterickshuset i Stockholm, 2015.

Buterrick's är ett varumärke för festtillbehörsprodukter med butiker i Stockholm, Göteborg, Malmö, Halmstad, Helsingborg, Lund och Helsingfors. Varukedjans byggnader har fått benämningen Butterick's-huset på grund av att Butterick's har sin butik där.  Butterick's var ett svenskt familjeägt detaljhandelsföretag som 1898 öppnades av paret Butterick i Köpenhamn och 1903 etablerade man sin första butik i Stockholm. Företaget gick i konkurs  i januari 2025 och kedjan fick en ny ägare månaden därefter.

## Historik

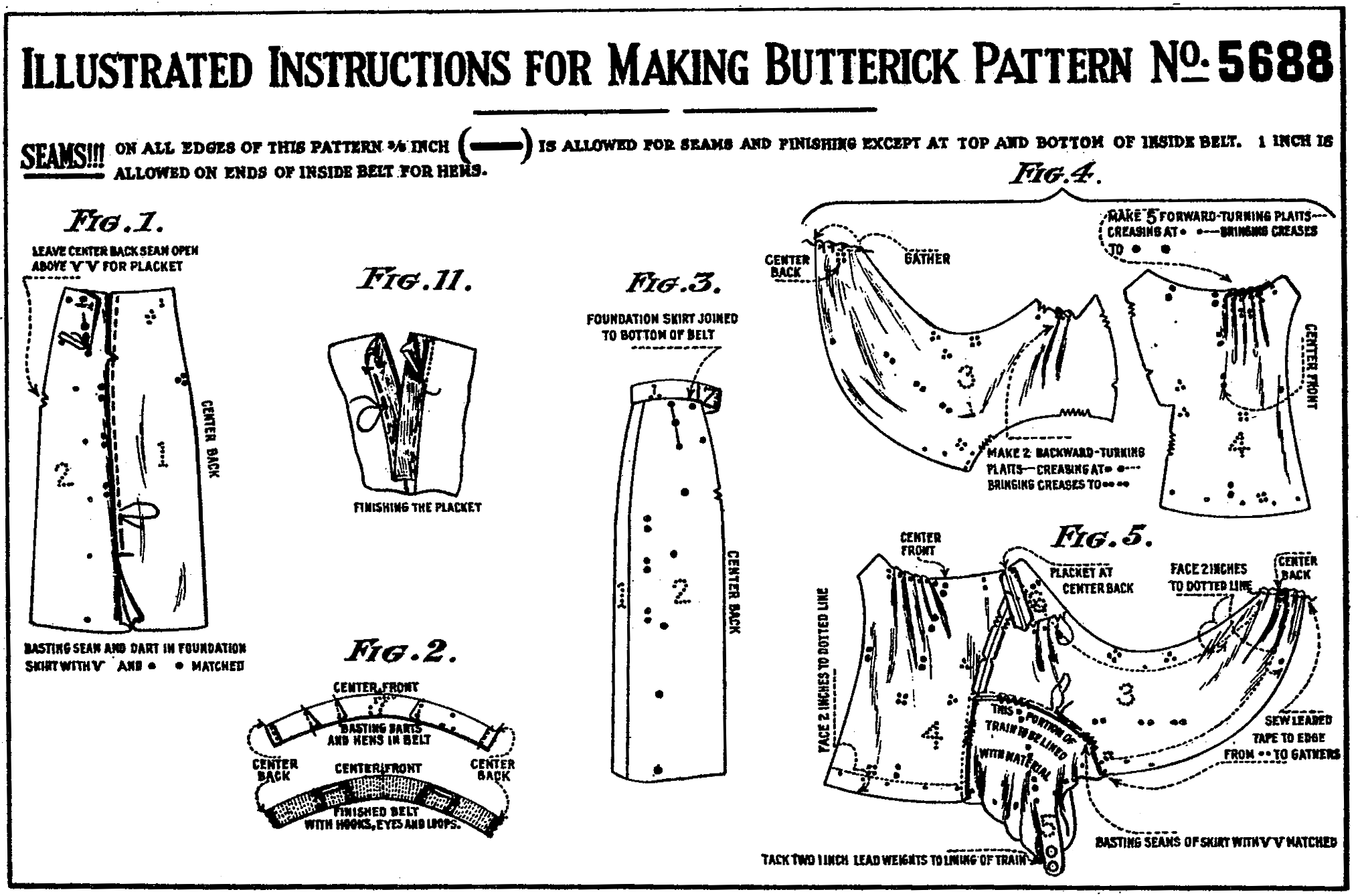
Butterick's tillskärningsmönster, 1919.

Butterick’s går tillbaka till paret Ellen Augusta och Ebenezer Butterick som var skräddare i USA. Deras affärsidé var att sälja tillskärningsmönster för skjortor i olika standardiserade storlekar vilka sedan såldes i olika länder. Vid sekelskiftet 1900 hade de mönsterbutiker över hela världen som de upplät efter principen franchising. Den första butiken i Europa öppnades 1898 i Köpenhamn.
Danskan Sigrid Schou arbetade som ung i mönsterbutiken Standard i Köpenhamn, och fick i uppdrag att flytta till Stockholm för att öppna en liknande verksamhet där. År 1903 kom hon till Stockholm och öppnade där Butterick’s mönsteraffär. Dansken Wilhelm Aagesen som arbetat tillsammans med Schou fick öppna butiker i Göteborg 1913 samt i Malmö och Helsingborg 1921. Omkring 1914 började Butterick’s också sälja de första skämtprodukterna, som var ett led i att muntra upp den dystra stämningen under första världskriget. Bland annat såldes pruttkudden och vägglöss av celluloid ”som väcka förskräckelse där de anbringas”.

## Stockholm

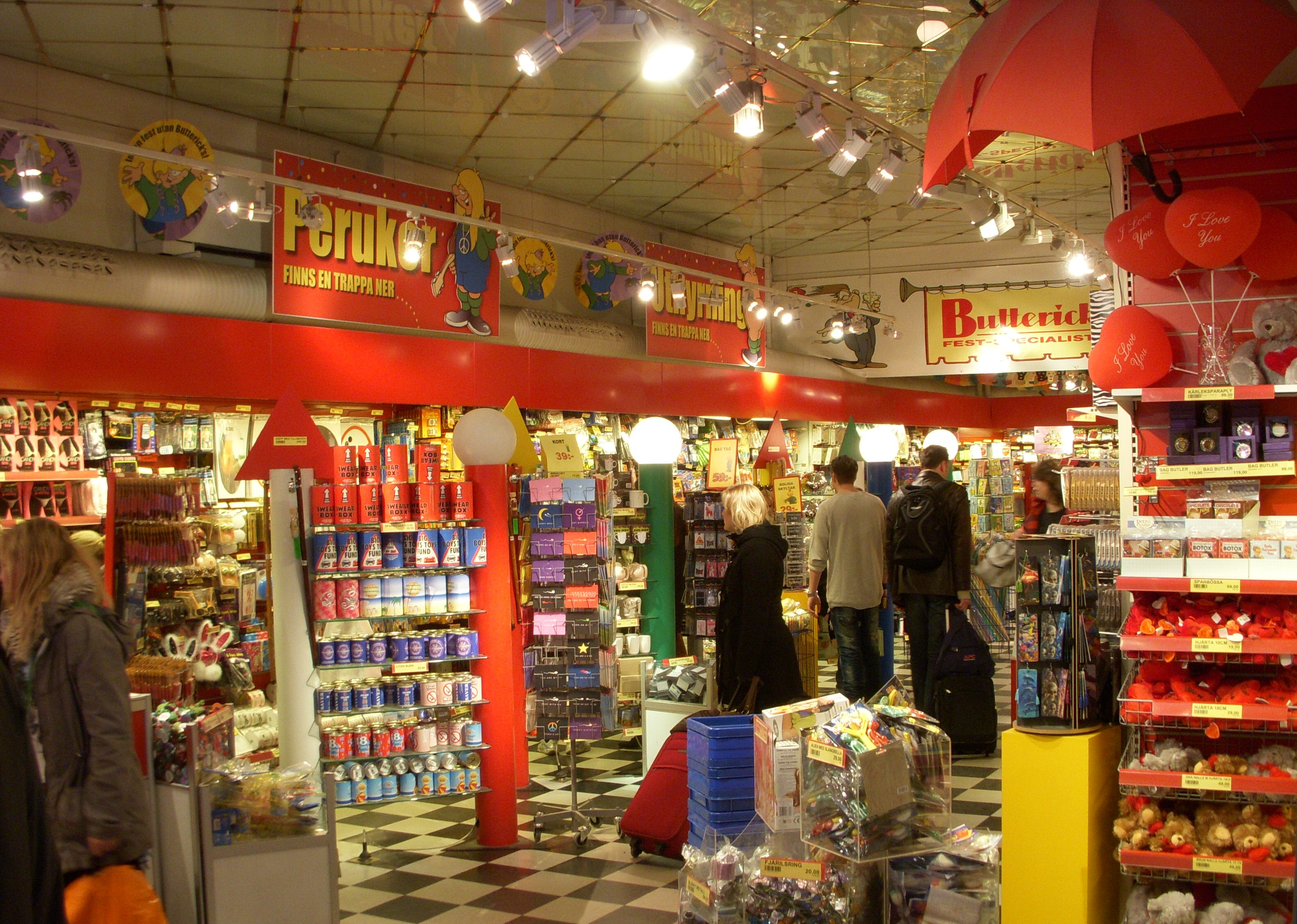
Butiken i Stockholm, 2012.

Butterick's-huset i Stockholm ligger vid Drottninggatan 57 och ritades av arkitektkontoret Dorph & Höög. Jugendfasaden accentueras av stora glasade burspråk med spröjsar av järnprofiler som vittnar om hög teknisk kunskap. Huset uppfördes mellan 1907 och 1910. Huset är blåmärkt av Stadsmuseet i Stockholm, vilket innebär att bebyggelsen bedöms ha ”synnerligen höga kulturhistoriska värden”.

## Göteborg och Malmö

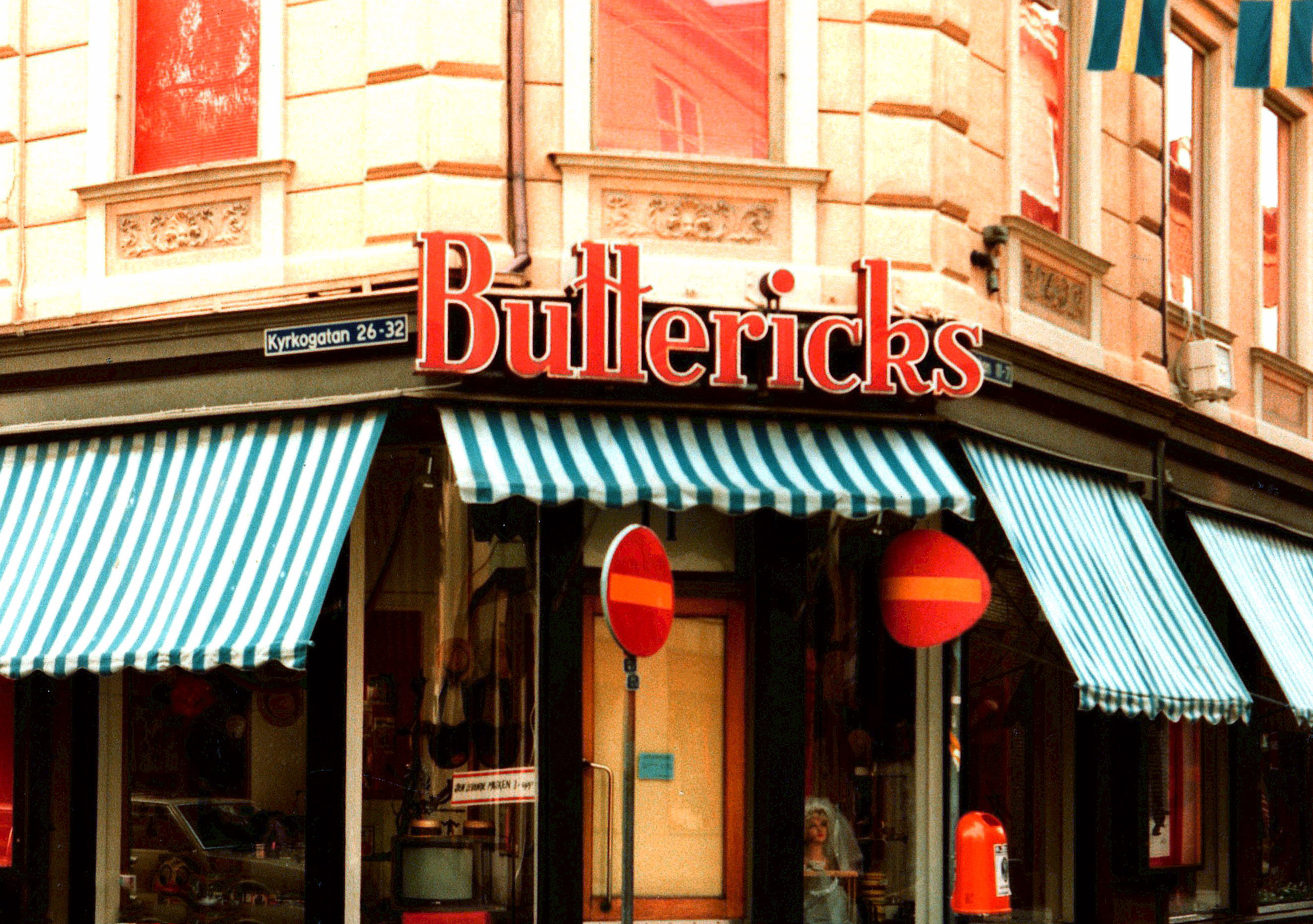
Butterick's i Göteborg 1982.

År 1913 öppnade man butik i Göteborg. Idag ligger Butterick's-huset vid hörnet Korsgatan/Kyrkogatan. I Malmö var Butterick's-huset en folklig benämning på en byggnad vid korsningen Baltzarsgatan-Södergatan. Huset var byggt 1891 i nyrenässansstil efter ritningar av Salomon Sörensen men revs 1993. Från politiskt håll utlovades att fasaden skulle återuppföras, men sedan tomten under nästan halva 1990-talet stått avriven infriades inte detta löfte, något som i hög grad upprörde många malmöbor. Huset som slutligen uppfördes 2001 kallas Baltzar City. Butterick's-butiken i Malmö ligger idag på adressen Skomakaregatan 4.

## Andra städer
Även Halmstad fick en Butterick's-butik 1998, belägen i hörnet Nygatan/Klammerdammsgatan. Under 2005 öppnades även en butik i Helsingborg på Bruksgatan 11. År 2011 öppnades ytterligare en Butterick's-butik i Lund, på Östra Mårtensgatan 14B. Butterick's-kedjan består nu således av sex egna butiker i Sverige.  I september 2009 öppnades även en butik i Finland, inne på köpcentret Forum Helsingfors, centralt i Helsingfors. 2021 öppnade en butik på Asecs i Jönköping men stängde 2025 vid konkursen.